# 沃斯托克湖

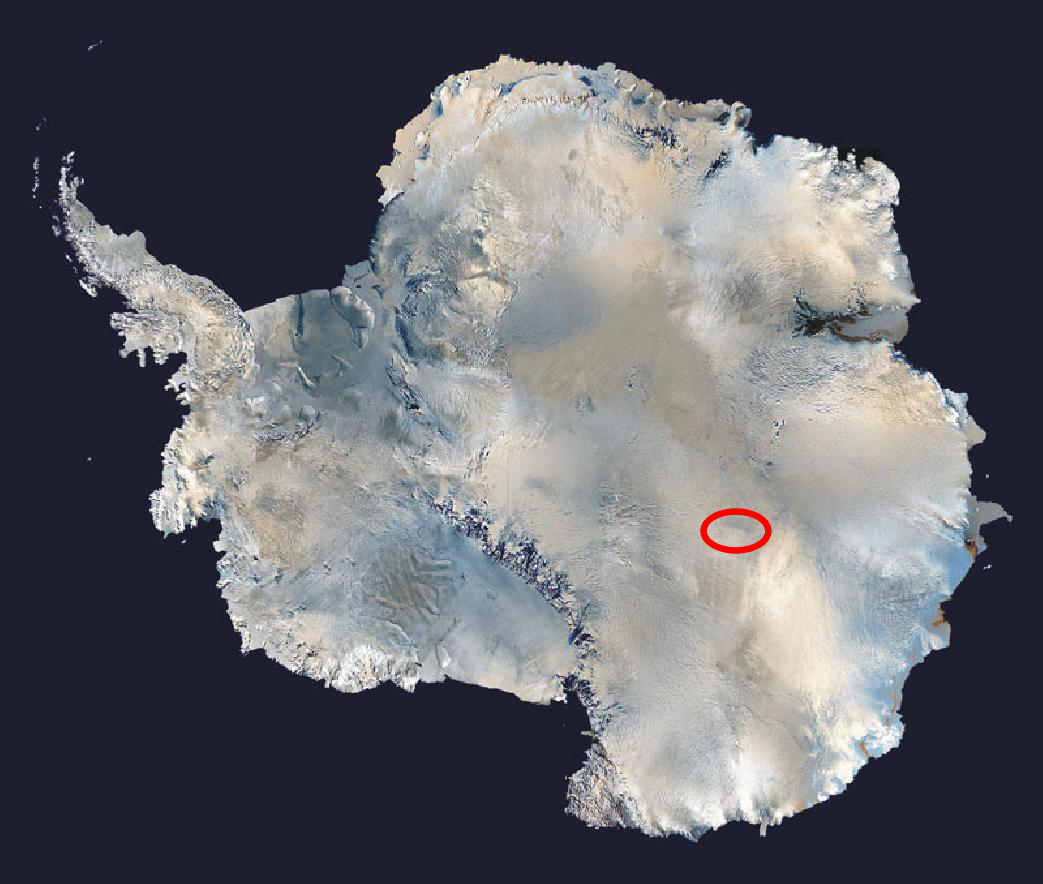
沃斯托克湖的位置（紅圈處，由美國太空總署提供）

沃斯托克湖（羅馬化：Vostok）又譯為福斯多克湖、復斯圖湖，意译为东方湖，是南極洲140個以上冰下湖、地下水體中最大者，也是世界最大的冰下湖，距南極海岸線1500公里之處，海拔高度3500公尺。沃斯托克湖由俄羅斯南极考察站沃斯托克站得名，位置接近東方站的下方，湖面在冰層表面下4公里處。

## 地理
沃斯托克湖位在南極洲的東部，長約為250公里，寬約為50公里（在最長的點上），大約和五大湖中安大略湖的大小相等。沃斯托克湖被一個山脊分成兩個主要的盆地構造，該山脊的深度約為200公尺。而兩個盆地中，北方的盆地約深400公尺，南方的盆地約深800公尺。因為被沃斯托克湖分為兩個盆地構造，所以科學家們認為，這兩個獨立生態系的化學、生物因子應該都不太相同。沃斯托克湖面積15,690平方公里。估計的湖水體積約為5400立方公里 ，且皆為未凍結的淡水。2005年5月，科學家在湖的中央發現了一座島嶼。
沃斯托克湖的平均水溫為−3℃，在水的凝固點以下。湖水仍以液態存在，目前認為是三種因素共同作用造成：
- 來自地心的熱力使湖底的溫度上升，進而使水維持液態
- 厚重冰層造成的巨大壓力使水的凝固點下降
- 厚實的冰層使湖水與南極地表寒冷的空氣隔離

## 生態環境
沃斯托克湖是一個貧養的（缺少養分的）極端環境。湖水為氮气和氧氣的過飽和溶液，其氮气和氧气的濃度約為一般淡水湖泊的50倍。造成這個現象的原因極有可能是沃斯托克湖上方的沉重冰冠造成的壓力。氧氣及其他氣體不只溶解在水中，還形成晶籠。晶籠是指溶於水中的氣體分子，在水結冰時，被二十幾個水分子所圍成之正十二面體關起來的晶體結構。晶籠結構的外表看起來就像是冰塊一般。這種晶籠只在高壓環境，例如沃斯托克湖或深海形成，在一般壓力下是不穩定的。因為這樣，當水從沃斯托克湖被釋放出來時，可能會像搖過的汽水一樣噴出。
地球上沒有任何地方有濃度如此之高的氧氣。任何在此生活的生物必須要有應付高氧氣濃度的能力。牠們必須演化出特殊的構造，像是特殊的酵素，確保牠們不被高濃度氧氣影響。
沃斯托克湖的環境與木星的其中一個衛星，木衛二非常相似。假若能在沃斯托克湖中發現生物的存在，或許能夠為「木衛二冰層下的海洋中是否存在生命」的爭論提供有力的證據。

## 發現
1960年，俄國地理學家安德里·卡皮查飛越沃斯托克地區上空，發現冰原上有一個巨大的平坦地區。他認為冰川下有一個湖。但這個看法在當時沒有引起人們的重視。
在1996年，俄羅斯和英國的科學家藉由許多資料的分析，發現了這個湖的存在。這些資料包括了透冰雷達、雷射高度計及重力測量儀。科學家已證實，沃斯托克湖擁有大量的液態水，儘管這些水被封存在厚實的冰冠之下。因此沃斯托克湖有可能是地球上水量變動最小的湖泊。它所擁有的水非常古老，大約在一百萬年前形成。

## 研究

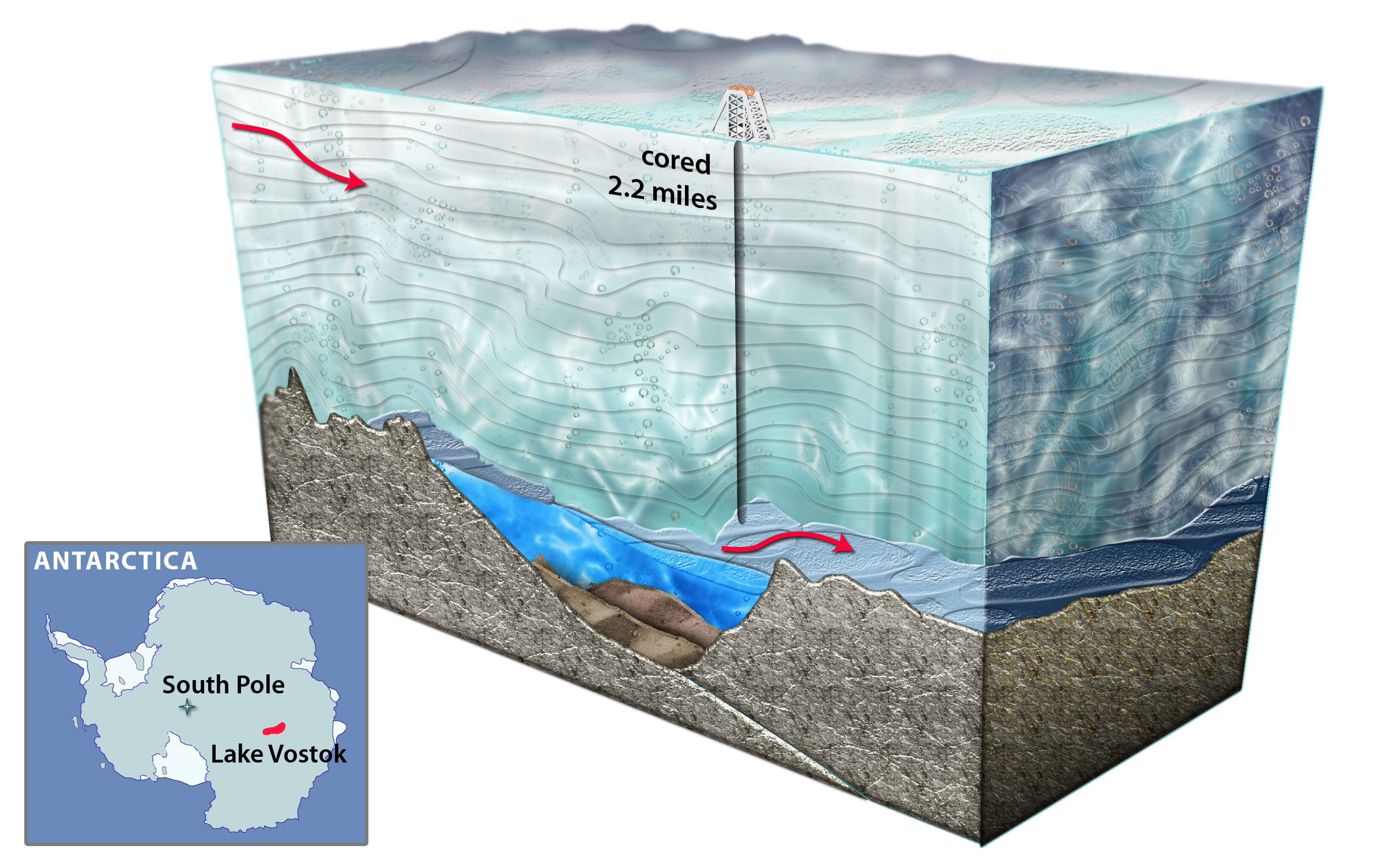
沃斯托克湖鑽孔計畫示意圖。

在沃斯托克研究站的研究者們，在1998年挖出了世界上最長的冰核（即冰的核心，其中的氣泡能夠紀錄過去此地區的大氣組成）。俄國及美國的研究團隊鑽入3623公尺深。檢驗發現，冰核最底部約有420,000年的歷史。這表示沃斯托克湖至少五十萬年前就已經被封在冰層之下了。為避免可能的污染，鑽探作業在距離湖120公尺處停止，且鑽探的孔也被封住。 
在這個冰核中，尤其是核心底部凍結的湖水，找到了微生物活動的證據。這使科學家認為沃斯托克湖這類的環境仍能有生命存在。沃斯托克湖是個非常獨特的棲息地，棲息在此的可能包括古菌及五十萬年前演化出的微生物。
在2005年，一個由德國、日本及俄羅斯科學家組成的研究小組發現，沃斯托克湖有潮汐現象。隨著太陽及月亮相對位置的改變，湖水表面有1-2公分的升降。這些研究者推測，湖水表面的運動就像幫浦一樣，使整個湖泊的水循環運動。倘若湖中有微生物存在，這對牠們的生存有相當大的幫助，因為湖中的物質可藉由這種運動循環。
2006年1月，由美國哥倫比亞大學科學家羅賓·貝爾領導的研究小組，利用最新的衛星影像、測高與透冰雷達資料，首次估算出它們的大小及深度，結果發表在2月份的《地球物理研究通訊》（Geophysical Research Letters）上。這兩個湖被命名為東經九十度湖及蘇維埃湖（Lake Sovetskaya）。這兩個湖被埋在約4000公尺厚的冰層下，90°E湖面積約為2000平方公里，面積略等於新北市；蘇維埃湖略小、約1600平方公里。
科學家認為，南極的各個地下水體可能由活水河流網連接在一起。冰河學家鄧肯·溫納姆（Duncan Wingham，來自倫敦大學學院）及馬丁·斯格特（Martin Siegert，來自布里斯托大學）在2006年的《自然》上發表了一篇文章說明了這個理論。他們代表倫敦大學自然環境研究委員會極地觀測與模擬中心進行這項觀測。他們使用歐洲太空總署的ERS-2衛星，以雷達對南極東部進行觀察，結果發現一些相隔數百公里的場所，其表面高度變化是相同的，這使他們相信該處有水的運動存在。科學家相信在各河流間經常會發生水的流動，相當於泰晤士河的規模。在絕大多數時間這個流量非常小，但因為冰層厚度的變化進而使湖泊的壓力改變。當一個湖泊的壓力過大時便會發生洪水，迫使一個湖泊的湖水沿著河道流向另一個湖泊。
第25届《南极条约》协商国会议上，决定停止在南极洲的沃斯托克湖进行冰下钻探，因为那裡有可能存在着地球其它地区已经绝迹的几百万年前的微生物，而钻探可能带来新的微生物从而给原有的生物带来灭顶之灾。
但在2015年1月，俄羅斯东方站科學家表示，已經重新將鑽孔深入沃斯托克湖。

## 外部連結
- "Miles Below Antarctic Ice, a Freshwater Lake May Harbor Ancient Life （页面存档备份，存于）." Robert Lee Hotz, The Los Angeles Times.
- About Lake Vostok （页面存档备份，存于）
- "Lake Vostok: A Curiosity or a Focus for Interdisciplinary Study? （页面存档备份，存于）" (1998)
- Letter of Appeal to Russia （页面存档备份，存于）